# Oljerock

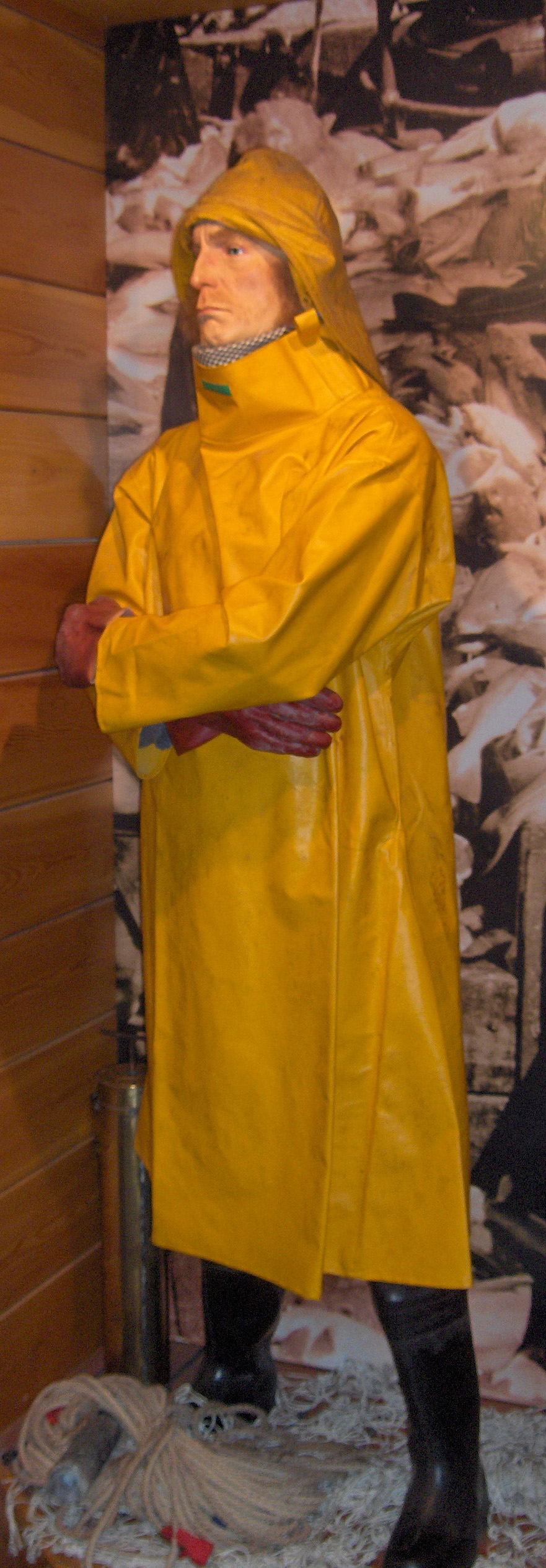
Oljerock (denna dock i galon) med sydväst.

Oljerockar är föregångare till våra dagars regnplagg och friluftskläder och användes främst av fiskare, sjömän, jägare och annat friluftsfolk. De syddes av kraftig smärtingväv och impregnerades med olika blandningar av linolja, bivax (ibland även trätjära). Ofta sydde användaren sin egen oljerock, men ett par av dagens välkända tillverkare av friluftskläder fick sin start med hantverksmässig och småningom industriell tillverkning av oljerockar kring förra sekelskiftet.
Först med fabriksproduktion i Sverige var Vargen i Norrköping 1898.
Samma material och teknik användes för tältduk och presenningar.
Oljekläderna hade vissa problem. Dels var de mycket styva, och salvor eller tygtrasor måste brukas i linningarna för att hindra kläderna från att skava på huden. De klibbade lätt ihop när de förvarades tätt packade. Linoljan gjorde att oljeställen kunde självantändas, och de måste förvaras luftigt.